# ميخائيل ستيفنسون (دراج)
ميخائيل ستيفنسون (بالسويدية: Michael Stevenson)‏ هو دراج سويدي، ولد في 10 يوليو 1984 في Säffle ‏ في السويد.

## وصلات خارجية
- الموقع الرسمي
- مايكل ستيفنسون على موقع الاتحاد الدولي للدراجات (الإنجليزية)
- مايكل ستيفنسون على موقع أرشيف الدراجات (الإنجليزية)
- مايكل ستيفنسون على موقع إحصائيات الدراجات الإحترافية (الإنجليزية)
- مايكل ستيفنسون على موقع نسبة الدراجات (الإنجليزية)